# شوارتسنبورن (کنول)
شهر شوارتسنبورن (به آلمانی: Schwarzenborn) در ایالت هسن در کشور آلمان واقع شده‌است.